# Cristóbal de Acevedo
Cristóbal de Acevedo (Murcie, mort avant 1648) est un peintre baroque espagnol, disciple de Vicente Carducho.

## Biographie
L'écrivain Jacinto Polo de Medina le mentionne dans les Academias del jardín (1630), en le félicitant de la ressemblance de sa peinture avec le naturel, en même temps que Pedro Orrente et Lorenzo Suárez, autres peintres actifs à Murcie. Lazaro Diaz del Valle indique qu'il a fait un séjour à la Cour à la suite de Vicente Carducho, même si, par une erreur manifeste, Ceán Bermúdez l'a décrit comme un disciple Bartolomeo Carducci.
Il est retourné à Murcie en 1634. La première mention documentée de son séjour à Murcie fait référence au début de la réalisation d'un retable de la vie de saint Pierre destiné à  Alcantarilla, terminé en 1639, aujourd'hui perdu. Il a installé son atelier à Murcie où il a reçu des apprentis. En 1640 il est incarcé dans une prison publique de la ville pour avoir marché en armes la nuit. Ses héritiers reçoivent en 1648 ce qui reste dû pour la réalisation du retable d'Alcantarilla.
Selon Juan Agustín Ceán Bermúdez, il a été un des bons enseignants de son temps par l'exactitude du dessin.

## Œuvres
Ceán Bermúdez mentionne dans ses œuvres:
- Saint Fulgence devant une apparition de la Vierge, qui se trouvait au Collège de San Fulgencio, devenu un séminaire,
- Saint André Corsino à cheval, tuant des Maures, dans l'escalier du couvent des Carmes chaussés, tableau également perdu,
- Saint Pierre Nolasque sauvant des captifs et  L'apparition de la Vierge au roi Jacques Ier d'Aragon, de l'ancien maître-autel de l'église du couvent de La Merci où il a travaillé avec Lorenzo Suárez, sont les seules œuvres subsistantes.